# 今滝陽介
今滝 陽介（いまたき ようすけ、1975年1月18日 - ）は、バックアップメディア所属のプロデューサー、ディレクター。1998年にバックアップメディアに入社。

## 担当番組

### プロデューサー
- 東野・岡村の旅猿 プライベートでごめんなさい…
- なるみ・岡村の過ぎるTV
- 松本家の休日
- バイキング 木曜日
- おかべろ
- 今田×東野のカリギュラ

### 制作プロデューサー
- 水曜日のダウンタウン
- ミギカタアガリ旅行社

## 過去の担当番組

### プロデューサー
- Matthew's Best Hit TV+
- 芸能人口コミの店 えぇ処
- 地球のしゃべり方
- スター姫さがし太郎(制作プロデューサー)
- KOZY'S NIGHT 負け犬勝ち犬
- ニッポン!いじるZ
- ちょこっとイイコト 〜岡村ほんこん♥しあわせプロジェクト〜
- 100秒博士アカデミー
- ハイスクールマンザイ
- グッバイ★ハロー

### ディレクター
- ロンロバ!シリーズ
  - ロンロバ!ハイティーンブギ!
  - ロンロバ!全力投球!
  - ロンロバ!金メダル!

### AD
- ウンナンの気分は上々。